# 良岑惟季
良岑 惟季（よしみね の これすえ、生没年不詳）は、平安時代末期頃の貴族。官位は散位従五位下。子に良岑季高。尾張国丹羽郡司。

## 人物
惟季は、尾張国丹羽郡の郡司・良岑惟光の子に生まれる。宇治関白に伺候している。惟季の孫で季高の子である良岑高成（上総守）は、良岑氏流前野氏の始祖・前野高長の父である。高成の娘で高長の妹にあたる人物は平忠盛の側室となり、平忠度を生んだとされている。良岑氏は桓武天皇と百済永継の子である良岑安世を祖とする氏族 で、種別としては皇別に分類される。本貫は山城国で、後裔には児玉丹羽氏や良岑氏流前野氏などがある。この惟季も良岑安世の子孫にあたる。

## 系譜
- 父：良岑惟光
- 母：藤原時風の娘
- 妻：不詳
  - 男子：良岑季高
  - 男子：良岑長季（成海大夫、『寛政重修諸家譜』には季高の名は記載されず長季なる人物の名のみが惟季の男子として記されている）